# Flensburg-Fjord-Regatta

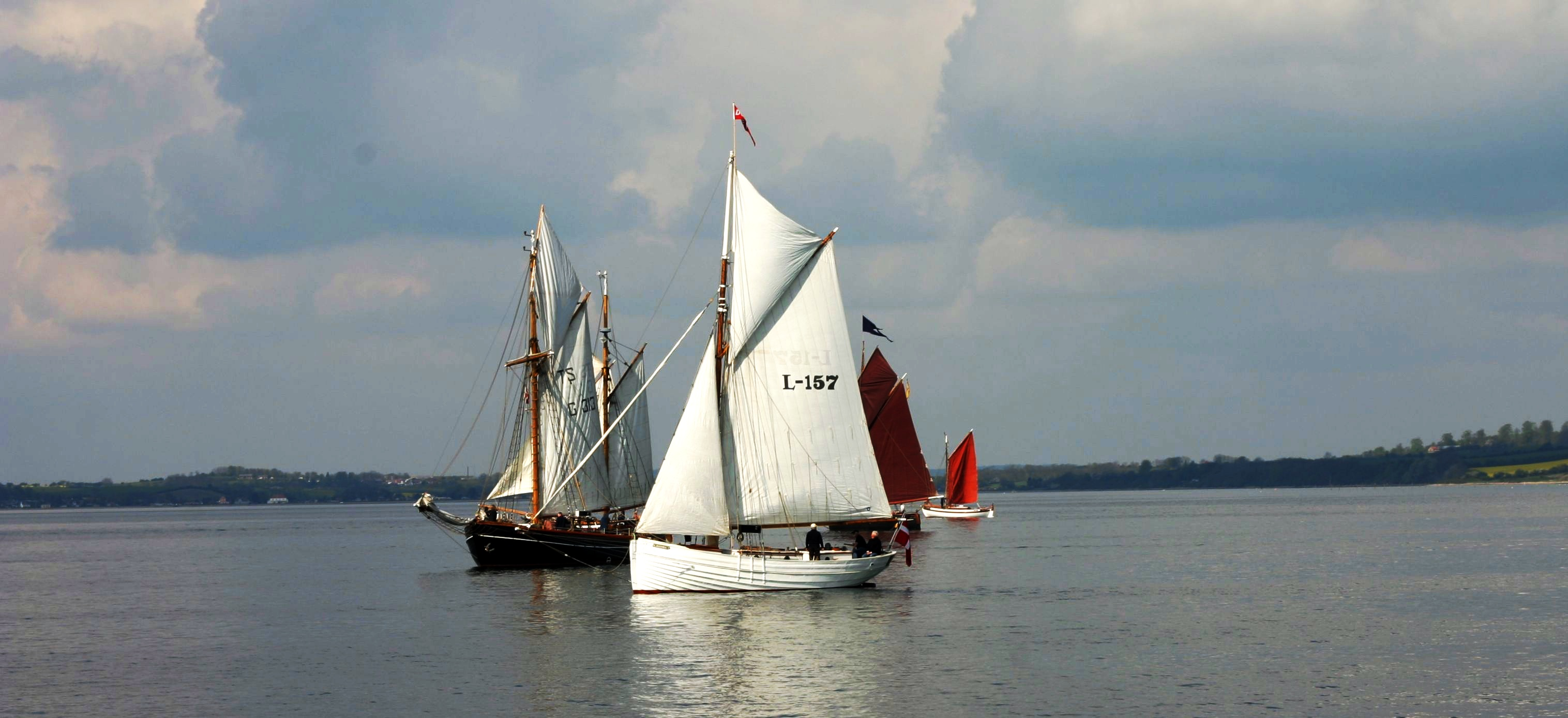
Impressionen während der Flensburg-Fjord-Regatta 2008

Die Flensburg-Fjord-Regatta ist eine alljährlich stattfindende Regatta für Traditionssegler innerhalb der Flensburger Förde.

## Hintergrund
Die Flensburg-Fjord-Regatta ist die alljährliche Zubringer-Regatta zur Flensburger Rumregatta. Die Regatta startet im dänischen Sonderburg und wird auf der Flensburger Förde ausgetragen. Ziel ist der deutsche Museumshafen Flensburg.
Am folgenden Wochenende findet die jährliche Rum-Regatta statt. Die Regatta ist Teil eines deutsch-dänischen Kooperationsprojektes. Die Prämierung der Siegerschiffe findet im Rahmen eines festlichen Aktes im Schifffahrtsmuseum Flensburg statt.